# Partizip Präsens Aktiv
Das Partizip Präsens Aktiv, kurz PPA, – nicht zu verwechseln mit dem Partizip Perfekt Aktiv – ist eine grammatikalische Form bei Verben. Sie drückt aus, dass eine bestimmte Tätigkeit gleichzeitig zum Prädikat des dazugehörigen Satzes stattfindet, unabhängig vom Tempus, in dem dieses steht.

## PPA im Lateinischen
In der lateinischen Sprache gehen die Endungen, die an das -nt angehängt werden, nach der Mischdeklination (Ausnahme: werden die Partizipia adjektivisch gebraucht, so steht im Ablativ Singular -ī statt -e).
| Lateinisch                    | Deutsch                                 | Bedeutung                                                |
| ----------------------------- | --------------------------------------- | -------------------------------------------------------- |
| Barbari accedunt canentes.    | Die Barbaren rücken singend heran.      | Die Barbaren rücken heran und singen dabei.              |
| Barbari accesserunt canentes. | Die Barbaren sind singend herangerückt. | Die Barbaren sind herangerückt und haben dabei gesungen. |

In der deutschen Grammatik entspricht das PPA dem Partizip I.

### Bildung des Partizip Präsens Aktiv
Präsensstamm + Erkennungszeichen (-nt) + Endung der gemischten oder konsonantischen Deklination, im Nominativ verkürzt auf (-ns).
Beispiele:
- a-Konjugation: vocare = rufen ⇒ voca-ns = rufend
- e-Konjugation: monere = mahnen ⇒ mone-ns = mahnend
- i-Konjugation: audire = hören ⇒ audi-e-ns = hörend
- konsonantische oder gemischte Konjugation: mittere = schicken ⇒ mitt-e-ns = schickend
- kurzvokalische i-Konjugation: capere = fassen ⇒ capi-e-ns = fassend
- Sonderform: ire = gehen ⇒ i-e-ns (2.F.: e-u-nt-is) = gehend

### Übersetzung ins Deutsche
Lateinisches Beispiel: Lucius arcas ferens per Romam currit.
- Wörtlich: Lucius eilt Kisten tragend durch Rom. oder Der Kisten tragende Lucius eilt durch Rom.
- Mit einem Adverbialsatz: Lucius eilt durch Rom, wobei er Kisten trägt. Oder: Lucius eilt durch Rom, weil er Kisten trägt.
- Mit einem Relativsatz: Lucius, der Kisten trägt, eilt durch Rom.
- Mit einer Beiordnung: Lucius eilt durch Rom und trägt Kisten.
- Mit einem Präpositionalausdruck, wobei das Partizip substantiviert wird: Während des Tragens von Kisten eilt Lucius durch Rom.